# Črno čreslasti rakunar
Črno čreslasti rakunar je pasma psov, ki je nastala s križanjem med psom sv. Huberta in ameriškimi goniči, zlasti lisičarjem iz Virginije.
To je močan in živahen pes z lepo oblikovano glavo s kratkim stopom, ki leži med smrčkom in zatilno kostjo. Lešnikovo do temno rjave oči so pozorne in prijazne. Nizko in nazaj nastavljeni uhlji so pobešeni in se spuščajo v gubah, kar daje temu psu videz mogočnosti. Kratka, a zelo gosta dlaka je črna z vidnimi črelasastimi znamenji nad očmi, po gobcu, prsih in nogah. Rep je dolg in močan.
Rakunar je samozavesten ter izjemno odločen in prizadeven pri delu, sicer pa prijazen in poslušen. Po naravi je ta pes vdan svojemu gospodarju. Je delovni pes in nikakor ni primeren za življenje v stanovanju.